# Liste der Biografien/Chem
Liste der Biografien |
Portal Biografien |
Personensuche
# |
A |
B |
C |
D |
E |
F |
G |
H |
I |
J |
K |
L |
M |
N |
O |
P |
Q |
R |
S |
T |
U |
V |
W |
X |
Y |
Z |
?
 
Ca |
Cb |
Cc |
Ce |
Ch |
Ci |
Cj |
Ck |
Cl |
Cm |
Cn |
Co |
Cr |
Cs |
Ct |
Cu |
Cv |
Cw |
Cy |
Cz
 
Cha |
Chb |
Che |
Chh |
Chi |
Chk |
Chl |
Chm |
Chn |
Cho |
Chr |
Cht |
Chu |
Chv |
Chw |
Chy
 
Chea |
Cheb |
Chec |
Ched |
Chee |
Chef |
Cheg |
Cheh |
Chei |
Chej |
Chek |
Chel |
Chem |
Chen |
Cheo |
Chep |
Cher |
Ches |
Chet |
Cheu |
Chev |
Chew |
Chey |
Chez
Die Liste der Biografien führt alle Personen auf, die in der deutschsprachigen Wikipedia einen Artikel haben. Dieses ist eine Teilliste mit 67 Einträgen von Personen, deren Namen mit den Buchstaben „Chem“ beginnt.

## Chem

### Chema
- Chema, Bürgermeister auf Elephantine
- Chemabwai, Tekla (* 1950), kenianische Sprinterin und Mittelstreckenläuferin
- Chemaly, Soraya (* 1966), US-amerikanische Publizistin
- Chematot, Evans (* 1996), kenianisch-bahrainischer Hindernisläufer

### Cheme
- Chemello, Cipriano (1945–2017), italienischer Radrennfahrer
- Chemello, Jayme Henrique (* 1932), brasilianischer Geistlicher, römisch-katholischer Altbischof von Pelotas
- Chemero, Anthony (* 1969), Philosoph, Psychologie und Hochschullehrer
- Chemetov, Paul (1928–2024), französischer Architekt und Stadtplaner

### Chemi
- Chemical, Rosa (* 1998), italienischer Rapper
- Chemin, Jean-Yves (* 1959), französischer Mathematiker
- Chemin-Petit, Hans (1902–1981), deutscher Komponist und Dirigent
- Chemin-Petit, Hans der Ältere (1864–1917), deutscher Komponist
- Cheminade, Jacques (* 1941), französischer Politiker
- Cheminingwa, Aaron Kemei (* 1998), kenianischer Leichtathlet
- Chemirani, Bijan (* 1979), französischer Perkussionist iranischer Herkunft
- Chemirani, Djamchid (* 1942), iranischer Zarbspieler
- Chemirani, Keyvan (* 1968), französischer Perkussionist iranischer Herkunft

### Chemj
- Chemjor, Magdaline Jepkorir (* 1978), kenianische Langstreckenläuferin

### Cheml
- Chemla, Daniel S. (1940–2008), französisch-US-amerikanischer Physiker
- Chemla, Judith (* 1984), französische SchauspielerinJudith Chemla (* 1984)

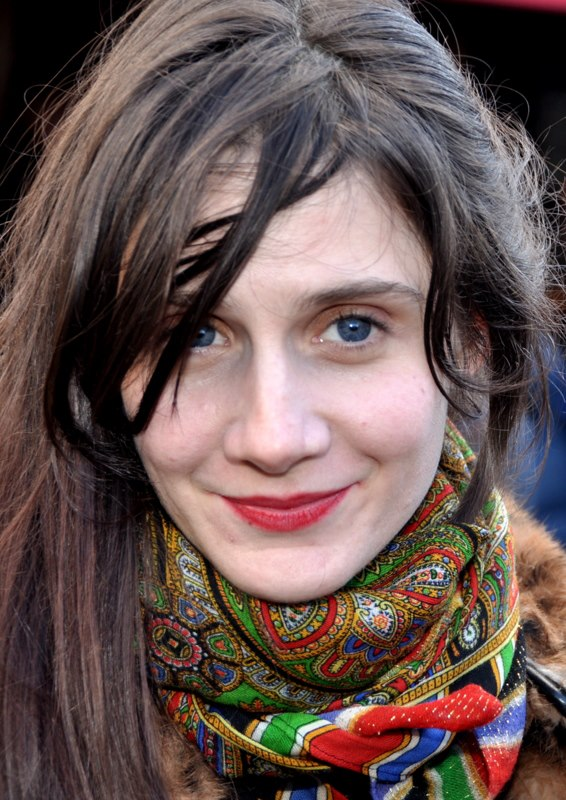
Judith Chemla (* 1984)

- Chemla, Karine (* 1957), französische Sinologin und Mathematikhistorikerin
- Chemlany, Stephen Kwelio (* 1982), kenianischer Marathonläufer

### Chemn
- Chemnitz, Aage (1927–2006), grönländischer Kaufmann
- Chemnitz, Aaja (* 1977), grönländische Politikerin (Inuit Ataqatigiit)
- Chemnitz, Bogislaw Philipp von (1605–1678), deutsch-schwedischer Staatsrechtler und Historiker
- Chemnitz, Christian (1615–1666), deutscher lutherischer Theologe
- Chemnitz, Erich (1891–1981), deutsch-Schweizer Fußballschiedsrichter, -funktionär und Sportjournalist
- Chemnitz, Franciscus (1609–1656), deutscher Mediziner
- Chemnitz, Franz von (1656–1715), Richter am Wismarer Tribunal
- Chemnitz, Gudrun (1928–2004), grönländische Frauenrechtlerin, Lehrerin, Radiojournalistin, Redakteurin und Übersetzerin
- Chemnitz, Guldborg (1919–2003), grönländische Dolmetscherin, Kommunalpolitikerin und Frauenrechtlerin
- Chemnitz, Hellmuth (1903–1969), deutscher Bildhauer; Leitung der Abteilung Plastik (Fachschule für angewandte Kunst)
- Chemnitz, Jacob (* 1984), dänischer Badmintonspieler
- Chemnitz, Jens (1853–1929), grönländischer Pastor
- Chemnitz, Jens Christian (1935–2005), grönländischer Geistlicher
- Chemnitz, Joachim (1600–1663), kurbrandenburgischer Kammergerichtsrat und Konsistorialpräsident
- Chemnitz, Johann (1610–1651), deutscher Arzt und Botaniker
- Chemnitz, Johann Bernhard (1802–1871), deutscher evangelisch-lutherischer Geistlicher und Abgeordneter
- Chemnitz, Johann Friedrich (1611–1686), deutscher Jurist, Historiker und Archivar
- Chemnitz, Johann Hieronymus (1730–1800), deutscher Theologe und Naturforscher
- Chemnitz, Jørgen (1890–1956), grönländischer Landesrat und Dolmetscher
- Chemnitz, Jørgen (1923–2001), grönländischer Intendant, Kommunalpolitiker (Atassut), Sportfunktionär, Lehrer und Übersetzer
- Chemnitz, Karl (1884–1965), grönländischer Pastor
- Chemnitz, Kathrine (1894–1978), grönländische Frauenrechtlerin
- Chemnitz, Lars (1925–2006), grönländischer Politiker (Atassut) und Lehrer
- Chemnitz, Martin (1522–1586), deutscher lutherischer TheologeMartin Chemnitz (1522–1586)

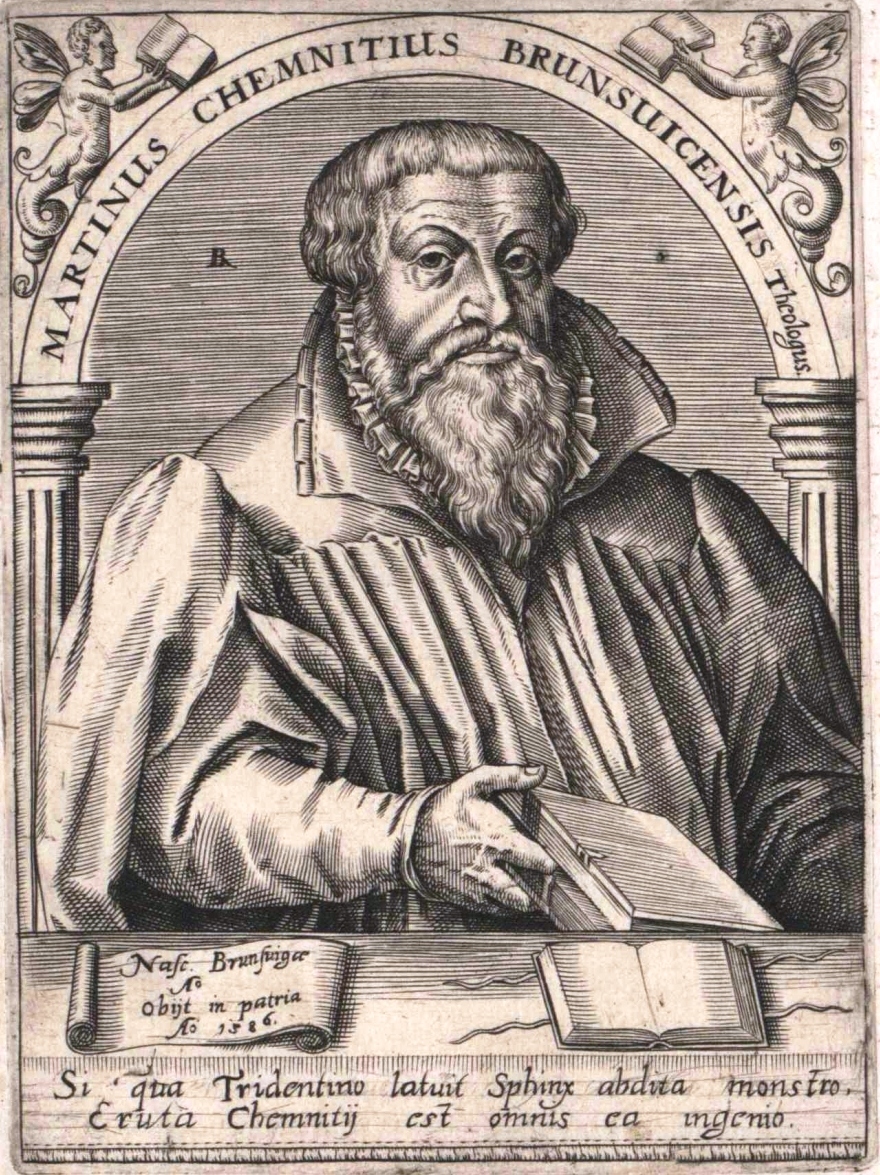
Martin Chemnitz (1522–1586)

- Chemnitz, Martin (1561–1627), Rechtsgelehrter, Hofbeamter in pommerschen und schleswig-holsteinischen Diensten
- Chemnitz, Martin (1596–1645), deutscher Jurist und Diplomat in schwedischen Diensten
- Chemnitz, Matthäus Friedrich (1815–1870), deutscher Liederdichter
- Chemnitz, Matthias (1537–1599), Vizekanzler und Konsistorialpräsident in Brandenburg
- Chemnitz, Walter (1901–1947), deutscher Politiker (KPD), MdR
- Chemnitz, Walter (1907–1957), deutscher und Politiker (KPD/SED) und Wirtschaftsfunktionär
- Chemnitzer Teermumie († 1884), deutscher LeichnamChemnitzer Teermumie († 1884)

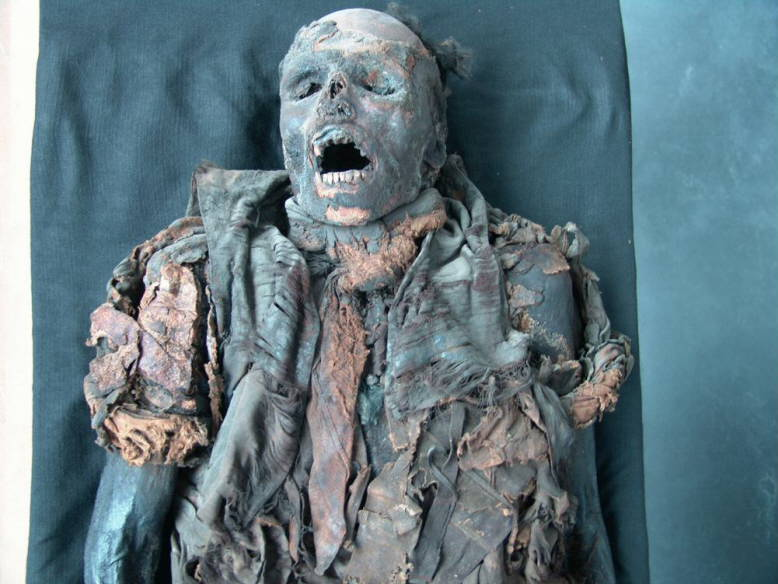
Chemnitzer Teermumie († 1884)

- Chemnitzer, Iwan Iwanowitsch (1745–1784), russischer Markscheider, Dichter und Übersetzer
- Chemnitzer, Johannes (1929–2021), deutscher SED-Funktionär, MdV
- Chemnung, Loice (* 1997), kenianische Langstreckenläuferin

### Chemo
- Chemobwo, Isaac (* 1973), kenianischer Langstreckenläufer
- Chemoiywo, Simon (* 1968), kenianischer Langstreckenläufer
- Chemosin, Robert Kwemoi (* 1989), kenianischer Langstreckenläufer

### Chemu
- Chemusto, Janat (* 1998), ugandische Langstreckenläuferin
- Chemutai, Albert (* 1999), ugandischer Hindernisläufer
- Chemutai, Belinda (* 2000), ugandische Mittelstreckenläuferin
- Chemutai, Fancy (* 1995), kenianische Langstreckenläuferin
- Chemutai, Leonard (* 2003), ugandischer Hindernisläufer
- Chemutai, Peruth (* 1999), ugandische Hindernisläuferin

### Chemw
- Chemwelo, Raymond Kipkoech (* 1978), kenianischer Marathonläufer
- Chemweno, Mary (* 1959), kenianische Leichtathletin